# Сухата река
Сухата река (оригинално име ж.к. „Суха Река“) е жилищен район на гр. София. В него се намират училищата 44-то СОУ „Неофит Бозвели“, 49-о ОУ „Бенито Хуарес“, 143-то ОУ „Георги Бенковски“ и 166-о спортно училище „Васил Левски“, както и стадион „Георги Аспарухов“.

## Местоположение
Жилищният район се намира на североизток от центъра на гр. София. Граничи с ж.к. „Хаджи Димитър“ на запад и северозапад. На изток граничи с бул. „Ботевградско шосе“ и квартал Левски, а на север ж.к. „Левски В“. Кварталът се намира в район Подуяне. Блоковете са панелни, има и ЕПК с 2 асансьора. На юг е квартал „Редута“.

## Транспорт
Основните връзки с центъра се осъществяват посредством:
- Тролейбусни линии: 1, 2, 3, 4;
- Трамвайни линии: 22;
- Автобусни линии: 78, 79, 90, 100, 120;
- Маршрутни линии: 17, 18, 28, 34, 39, 49;
- Метро линии: Трети метродиаметър на Софийското метро.

## Улици и произход на имената им
| Път                     | Наречен на                                              | Местоположение |
| ----------------------- | ------------------------------------------------------- | -------------- |
| „522“                   | –                                                       | Карта          |
| „540“                   | –                                                       | Карта          |
| „549“                   | –                                                       | Карта          |
| „550“                   | –                                                       | Карта          |
| „Александър Екзарх“     | Александър Екзарх (1810 – 1891), общественик            | Карта          |
| „Арабаконак“            | Ботевградски проход, проход в Стара планина             | Карта          |
| „Байлово“               | Байлово, село в Елинпелинско                            | Карта          |
| „Батуня“                | Ботуня, река в Северозападна България                   | Карта          |
| „Болярин Илица“         | Илица (X – XI век), военачалник                         | Карта          |
| „Ботевградско шосе“     | Ботевград, град в Западна България                      | Карта          |
| „Ботьо Петков“          | Ботьо Петков (1815 – 1869), просветен деец              | Карта          |
| „Брод“                  | ?                                                       | Карта          |
| „Видул войвода“         | Видул войвода (1777 – 1833), хайдутин                   | Карта          |
| „Витиня“                | Витиня, проход в Стара планина                          | Карта          |
| „Владимир Вазов“        | Владимир Вазов (1868 – 1945), генерал и политик         | Карта          |
| „Вършец“                | Вършец, град в Берковско                                | Карта          |
| „Въча“                  | Въча, река в Южна България                              | Карта          |
| „Гаврил Кръстевич“      | Гаврил Кръстевич (1817 – 1898), общественик             | Карта          |
| „Д-р Иван Селимински“   | Иван Селимински (1799 – 1866), общественик              | Карта          |
| „Д-р Лудвиг Заменхоф“   | Людвик Заменхоф (1859 – 1917), полски общественик       | Карта          |
| „Димитър Великсин“      | Димитър Великсин (1840 – 1896), писател                 | Карта          |
| „Доганица“              | Осогово, планина в България и Северна Македония         | Карта          |
| „Екатерина Симидчийска“ | Екатерина Симидчиева (1872 – 1899), общественичка       | Карта          |
| „Емануил Васкидович“    | Емануил Васкидович (1795 – 1875), просветен деец        | Карта          |
| „Железни врата“         | Железни врата, пролом в Сърбия и Румъния                | Карта          |
| „Златоструй“            | „Златоструй“, книга от X век                            | Карта          |
| „Иван Богоров“          | Иван Богоров (1818 – 1892), общественик и писател       | Карта          |
| „Иван Божилов“          | Иван Божилов (1940 – 2016), историк                     | Карта          |
| „Иван Шонев“            | Иван Шонев (1905 – 1944), партизанин                    | Карта          |
| „Иларион Врачански“     | ?                                                       | Карта          |
| „Илия Блъсков“          | Илия Блъсков (1839 – 1913), писател                     | Карта          |
| „Ильо войвода“          | Ильо войвода (1805 – 1898), революционер                | Карта          |
| „Йоаким Груев“          | Йоаким Груев (1828 – 1912), просветен деец              | Карта          |
| „Йоаким Осоговски“      | Йоаким Осоговски (? – 1105), духовник                   | Карта          |
| „Йосиф Ковачев“         | Йосиф Ковачев (1839 – 1898), просветен деец             | Карта          |
| „Константин Фотинов“    | Константин Фотинов (1790 – 1858), просветен деец        | Карта          |
| „Ламби Кръстев“         | ?                                                       | Карта          |
| „Липов рът“             | ?                                                       | Карта          |
| „Майчина слава“         | ?                                                       | Карта          |
| „Митрополит Панарет“    | Панарет Пловдивски (1805 – 1883), духовник              | Карта          |
| „Михаил Сарафов“        | Михаил Сарафов (1854 – 1924), политик                   | Карта          |
| „Момина клисура“        | Момина клисура, пролом в Ихтиманско                     | Карта          |
| „Неофит Бозвели“        | Неофит Бозвели (1785 – 1848), просветен деец            | Карта          |
| „Никола Първанов“       | Никола Първанов (1837 – 1872), просветен деец           | Карта          |
| „Пасарелски язовир“     | „Пасарел“, язовир на река Искър                         | Карта          |
| „Пастирна“              | ?                                                       | Карта          |
| „Петрохан“              | Петрохански проход, проход в Стара планина              | Карта          |
| „Плакалница“            | ?                                                       | Карта          |
| „Подуенска“             | Подуяне, квартал на София                               | Карта          |
| „Поп Йовчо“             | Йовчо Попниколов (1786 – 1855), писател                 | Карта          |
| „Райно Попович“         | Райно Попович (1783 – 1858), просветен деец             | Карта          |
| „Резбарска“             | Дърворезба, занаят                                      | Карта          |
| „Река Велека“           | Велека, река в Турция и България                        | Карта          |
| „Рудозем“               | Рудозем, град в Смолянско                               | Карта          |
| „Русалски лък“          | Русалии, фолклорен обичай                               | Карта          |
| „Сава Радулов“          | Сава Радулов (1817 – 1887), писател                     | Карта          |
| „Сава Цонев“            | ?                                                       | Карта          |
| „Самодивец“             | Самодивец                                               | Карта          |
| „Самуилец“              | ?                                                       | Карта          |
| „Скъта“                 | Скът, река в Северозападна България                     | Карта          |
| „Стефан Богориди“       | Стефан Богориди (1775 – 1879), османски администратор   | Карта          |
| „Стефан Чомаков“        | Стоян Чомаков (1819 – 1893), политик                    | Карта          |
| „Сухиндол“              | Сухиндол, град в Севлиевско                             | Карта          |
| „Съзлийка“              | Сазлийка, река в Южна България                          | Карта          |
| „Тодорини кукли“        | Тодорини кукли, връх в Стара планина                    | Карта          |
| „Христаки Павлович“     | Христаки Павлович (1804 – 1848), просветен деец         | Карта          |
| „Христо Г. Данов“       | Христо Г. Данов (1828 – 1911), книгоиздател             | Карта          |
| „Царева ливада“         | Царева ливада, село в Дряновско                         | Карта          |
| „Черковна“              | „Света Богородица Животворящ източник“, църква в района | Карта          |
| „Яворица“               | ?                                                       | Карта          |